# Граєнщак
Граєнщак (словен. Grajenščak) — поселення в общині Птуй, Подравський регіон‎, Словенія.